# Сан-Джулиано-деи-Фьямминги (титулярная диакония)
Титулярная диакония Сан-Джулиано-деи-Фьямминги (лат. Diaconia Sancti Iuliani Flandrensium) — титулярная церковь была создана Папой Иоанном Павлом II в 1994 году. Титулярная диакония принадлежит церкви Сан-Джулиано-деи-Фьямминги, расположенной в районе Рима Сант-Эустакьо, на виа дель Сударио. 

## Список кардиналов-дьяконов титулярной диаконии Сан-Джулиано-деи-Фьямминги
- Ян Питер Схотте (26 ноября 1994 — 10 января 2005, до смерти);
  - вакансия (10 января 2005 — 20 ноября 2010);
- Вальтер Брандмюллер (20 ноября 2010 — 3 мая 2021), титулярная диакония pro hac vice (3 мая 2021 — по настоящее время).